# Görgényi Fruzsina
Görgényi Fruzsina (Miskolc, 1989. október 13. –) magyar színésznő.
Legismertebb szerepe Veintraub Gigi a Barátok közt című sorozatból.

## Élete és pályafutása
Gyermekkorát Felsőzsolcán és Miskolcon töltötte. A színjátszással a Pécsi Sándor Guruló Színháznál ismerkedett meg, majd 2009–2012 között a Pesti Magyar Színakadémia tanulója volt. 2015-ben a Pesti Magyar Színház Grease című darabjában alakította a főszereplőt, Sandyt. 2016–2021 között Veintraub Gigi szerepét játszotta a Barátok közt című televíziós sorozatban. 2022-től a Hotel Margaret című sorozatban fog szerepelni.

## Magánélete
2016-ban kezdődött kapcsolata Vastag Csaba énekessel, akivel a Grease próbáin ismerkedett meg. 2020 decemberében szakítottak.

## Színházi szerepei
- Grease - Sandy (Pesti Magyar Színház)
- Abigél - Torma Piroska

## Film-, sorozatszerepei
- Hacktion: Újratöltve – pincérnő (2013)
- Veszettek – lány (2015)
- Barátok közt – Veintraub Gigi (2016–2021)
- Hotel Margaret – Titi (2022)
- A Séf meg a többiek – Lány (2022)
- Gólkirályság – Fitnesz recepciós (2023)
- A mi kis falunk – Titkárnő (2025)

## Televíziós szerepei
- A Konyhafőnök VIP (2018)
- Farm VIP (2022)
- Az Árulók – Gyilkosság a kastélyban (2023)
- Hal a tortán, 6. évad (2023)